# Synchestra
Albums de Devin Townsend Band
Accelerated Evolution
(2003)
Albums par Devin Townsend
Strapping Young Lad
(2003) Devlab
(2004)
Synchestra est le septième album studio du musicien de metal progressif canadien Devin Townsend sous le nom Devin Townsend Band, sorti sur son propre label Hevydevy et InsideOut Music le 30 janvier 2006.

## Sortie
Synchestra est sorti le 30 janvier 2006, sur le label de Townsend Hevydevy Records en Amérique du Nord, Inside Out en Europe. Une édition spéciale 2 CD est sortie simultanément à l'édition standard. Celle-ci inclut un DVD "Safe Zone", contenant huit pistes jouées en "live" en studio. L'édition spéciale est sortie en digipack et CD classique.
Un clip a été réalisé pour le titre "Vampira".

## Musiciens

### The Devin Townsend Band
- Devin Townsend : chant, guitare,
- Ryan Van Poederooyen : batterie
- Brian Waddell : guitare, chant additionnel (piste 14)
- Dave Young : synthétiseur, piano à queue, mandoline, guitare (piste 14), chant additionnel (piste 14)
- Mike Young : basse, tuba, contrebasse

### Musiciens additionnels
- Heather Robinson : chant additionnel
- Deborah Tyzio : chant additionnel (piste 9)
- Steve Vai : solo de guitare (piste 3)
- Chris Valagao Mina : guitare, chant additionnel
- Daniel Young : tambourin (piste 5)
- Rocky Milino Jr. : dobro (piste 3)
- Hansen Thingvold : chant additionnel

## Titres
1. "Let It Roll"
2. "Hypergeek"
3. "Triumph"
4. "Babysong"
5. "Vampolka"
6. "Vampira"
7. "Mental Tan"
8. "Gaia"
9. "Pixillate"
10. "Judgement"
11. "A Simple Lullaby"
12. "Sunset"
13. "Notes From Africa"
14. "Sunshine And Happiness"

### DVD de l'édition spéciale:Safe Zone
Performances studio de :
1. "Truth" (de l'album Infinity)
2. "Regulator" (de l'album Ocean Machine: Biomech)
3. "Storm" (de l'album Accelerated Evolution)
4. "Earth Day" de l'album Terria)
5. "Life" (de l'album Ocean Machine: Biomech)
6. "Deadhead" (de l'album Accelerated Evolution)
7. "Away/Deep Peace Medley" ("Away" de l'album Accelerated Evolution, "Deap Peace" deTerria)
8. "Slow Me Down" (de l'album Accelerated Evolution)